# Alexander Bening
Alexander Bening (anche Sanders) (1440 – Gand, 1519) è stato un miniatore fiammingo esponente della scuola di Gand–Bruges e parte della tradizione dei primitivi fiamminghi.

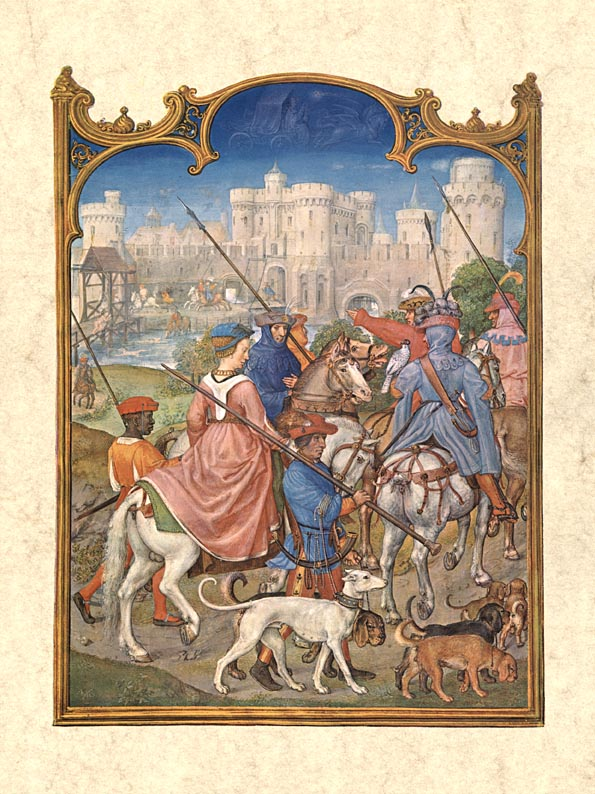
Agosto, dal Breviario Grimani di Alexander e Simon Bening, Biblioteca Marciana

Bening era nato in una famiglia di miniatori delle Fiandre meridionali. Sposò Kathelijn van der Goes (probabilmente sorella o nipote del pittore Hugo van der Goes). Ebbe due figli: Simon Bening che venne formato dal padre e diventò uno dei più importanti miniatori fiamminghi, e Paul Bening, la cui professione è sconosciuta.
I documenti rivelano che è entrato nella Corporazione di San Luca di Gand nel 1469 e in quella di Anversa e Bruges nel 1486, a cui appartenevano tutti i professionisti coinvolti nella produzione di libri.
Non esistono opere attribuite con certezza a Bening, è stata avanzata l'ipotesi che abbia miniato il Libro delle ore di Dresda e che possa essere il Maestro di Maria di Borgogna o, più probabilmente, il Maestro del libro di preghiere di Massimiliano I.